# Тест Финкбайнер
Тест Финкбайнер — тест, состоящий из контрольного списка вопросов, который помогает научным журналистам избежать гендерной предвзятости, когда они описывают женщин в статьях о науке. Авторам предлагается избегать описания женщин-ученых с точки зрения стереотипно женских черт, таких как их семейный уклад и «женское дело». Назван в честь научного журналиста Энн Финкбайнер.
Этот тест не является производной от теста Бекдел, который оценивает представленность женщин в художественной литературе, но напоминает его. Тест Финкбайнер не следует применять в отрыве от развития мер позитивной дискриминации, чтобы в результате не допустить значимых умолчаний об объективных (а не объясняющихся отличиями женщин в худшую сторону от мужчин) препятствиях, стоящих перед женщинами, делающими научную карьеру в обществе.
Тест помогает избежать гендерной предвзятости в науке, аналогично как различные вариации теста Бекдел фокусируются на недопредставленности маргинальных групп в различных областях деятельности.

## Чек-лист теста

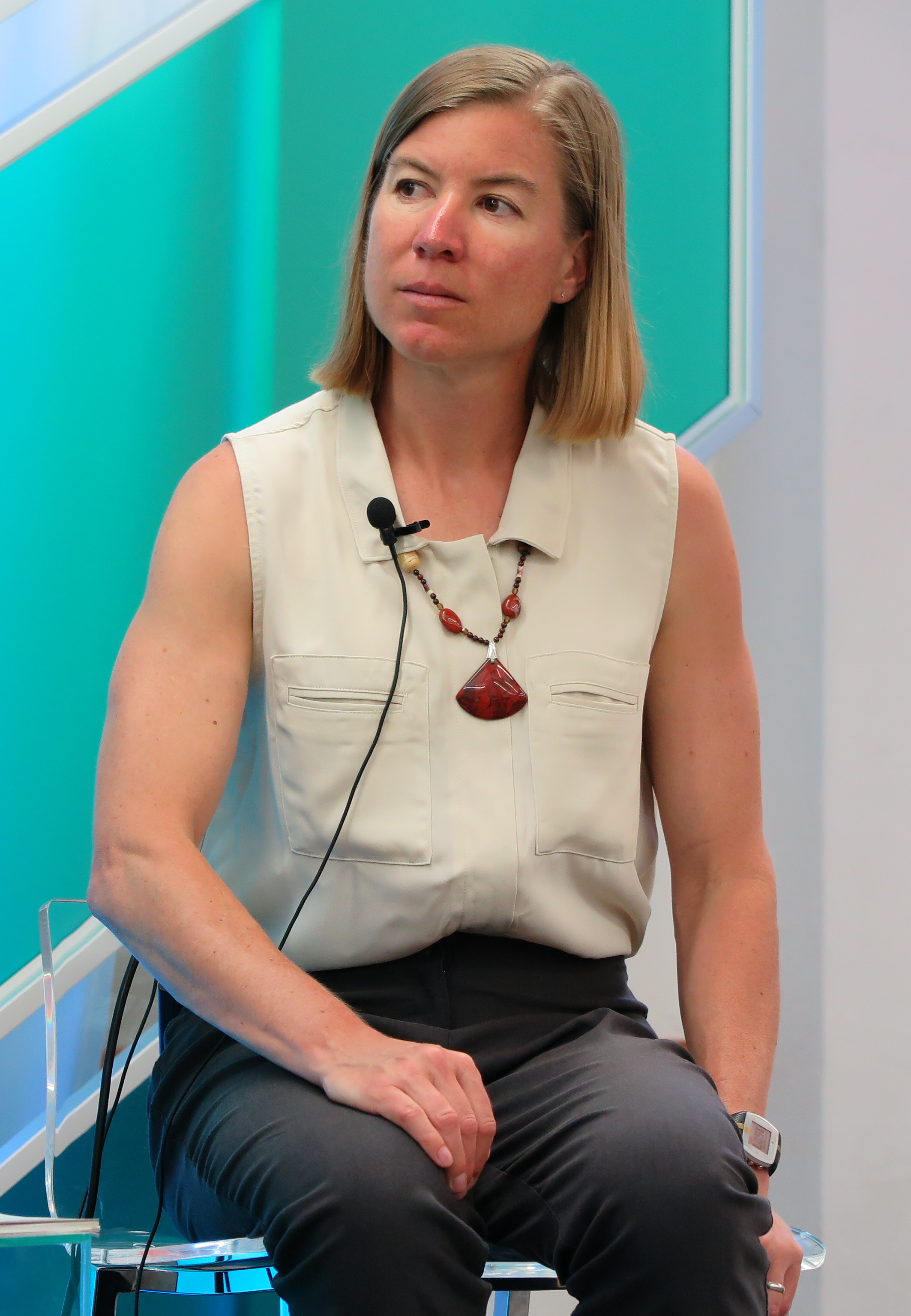
Ашванден на Фестивале идей Aspen в 2015 году

Тест Финкбейнер — это контрольный список, предложенный журналистом-фрилансером Кристи Ашванден, чтобы помочь журналистам избежать гендерной предвзятости в статьях СМИ о женщинах в науке. Чтобы пройти тест, в статье о женщине-учёном нельзя упоминать:
- Что она женщина.
- Работу её мужа.
- Как она заботится о своих детях.
- Как она воспитывает своих подчинённых.
- Как она была ошеломлена высокой конкуренцией в своей области науки.
- Что для других женщин она является образцом для подражания.
- Что она первая женщина, которая сделала что-либо[5].

## История
Ашванден сформулировала тест в статье онлайн-журнала для женщин Double X Science, опубликованной 5 марта 2013 года. Она создала тест в духе теста Бекдел, который использовался для выявления гендерных стереотипов в фильмах. Этот тест она создала в ответ на сексистское освещение в СМИ женщин-учёных, которое она заметила. Она вспоминала впоследствии:

Кампании по признанию выдающихся женщин-ученых привели к появлению узнаваемого жанра освещения в СМИ. Назовем это жанром «Дама, которая…». Вы, конечно, видели эти биографии, потому что они везде. Отличительной чертой биографии «Дама, которая…» является то, что такая биография рассматривает пол своего объекта как наиболее определяющую деталь. Она не просто великий ученый, она женщина! И если она еще жена и мать, эти роли тоже будут подчеркнуты.— The Finkbeiner Test (англ.). Columbia Journalism Review. Дата обращения: 28 января 2019.
Ашванден назвала тест в честь журналистки Энн Финкбайнер, победительницы премии Science Communication Award 2008. Журналистка ранее написала сообщение для научного блога The Last Word on Nothing о своём решении не писать о герое своей последней статьи, астрономе, «как о женщине».
Оба журналиста согласны с тем, что тест должен применяться в основном к популярным биографическим очеркам об учёных, традиционным для Нью-Йорк Таймс или первого раздела журнала Nature, которые, как предполагается, сосредоточены на профессиональных достижениях героя статьи. Смысл теста в том, чтобы не преувеличивать и не отдавать предпочтение в описании полу женщины-учёного. Даже Финкбайнер, поклявшаяся «игнорировать гендер» в своих статьях, всё равно описывала достижения, учитывая пол. Так, рассказывая об астрономе, она упомянула, что учёная была «первой», кто получил определённую награду. «После того, как читатель убедил Финкбейнер придерживаться своего обещания, она удалила его». Тактика выделения женщин в качестве «образцов для подражания» также может поддерживать половые стереотипы в восприятии новостных сообщений. Студенты без разбора называют учёных и наставников любого пола или гендера «великими образцами для подражания». Быть образцом для подражания не связано с полом или выражением гендерной идентичности человека. Таким образом, подчеркивание пола при описании членов маргинализованных групп усиливает их предполагаемое отличие от других, закрепляя гендерные стереотипы в науке.

## Признание
Тест был упомянут в СМИ, когда критиковали некролог из Нью-Йорк Таймс про учёную-конструктора ракетной техники Ивонн Брилл. Этот некролог, опубликованный 30 марта 2013 года Дугласом Мартином, начинался со слов: «Она готовила мерзкий бефстроганов, следовала за своим мужем, когда он постоянно менял работу, и взяла отпуск на восемь лет, чтобы вырастить троих детей». Через несколько часов после публикации New York Times пересмотрела некролог, чтобы отреагировать на некоторые критические замечания. Исправленная версия начинается так: «Она была блестящим учёным-ракетостроителем, которая следовала за своим мужем, когда он постоянно менял работу».
Другая статья New York Times о Дженнифер Даудна, опубликованная 11 мая 2015 года, вызвала аналогичную критику. Статья в The Globe and Mail об астрофизике Виктории Каспи опубликованная 16 февраля 2016 года, вызвала такую же критику, как и книга Дэвида Кваммена «Запутанное дерево» за то, что женщинам-ученым, особенно Линн Маргулис, было уделено очень мало внимания.
Сьюзан Гельман, профессор психологии в Мичиганском университете, приветствовала предложение о том, чтобы писать о женщинах-учёных, не заостряя внимание на их поле, но задалась вопросом, должен ли тест Финкбейнер устранять все упоминания о личной жизни. Потому что следует стремиться к тому, чтобы и мужчинам-учёным задавать вопросы, касающиеся личной жизни. Это мнение разделяют и другие писатели. Вдобавок Васудеван Мукунт в журнале The Wire указывает, что страны, в которых женщины непропорционально мало представлены в науке, могут захотеть изменить правила теста в надежде выявить какие-либо системные барьеры: «Полезность теста основывается на мифе о равных условиях игры — в Индии их нет».

## Обратный Финкбайнер
«Обратный Финкбайнер» — это упражнение, в котором студентов просят написать статью об ученом-мужчине, которая не прошла бы тест Финкбайнер, если бы речь шла о женщине.